# Діонісіос Лавранґас
Діонісіос Лавранґас (грец. Διονύσιος Λαυράγκας, * 17 жовтня 1860, Аргостоліон,— 18 липня 1941, Разата біля Аргостоліону) — грецький композитор, диригент і музичний педагог. Один із пізніх представників Іонічної школи.
В дитинстві отримав надзвичайне враження від гастролей на своїх рідних островах італійських оперних труп і почав займатися музикою. Грі на скрипці навчався в такого собі Надзаро чи Ладзаро Серао, а гармонії — в Олів’єрі та Дзаніса-Метаксаса. Продовжив навчання в Неаполі (чи то з 1878, чи то з 1882 року) — спочатку приватно, потім в консерваторії Сан-П’єтро а Маєлла. Там він брав уроки з фортепіано, гармонії, контрапункту та композиції. Приблизно 1885 року поїхав до Парижа; близько трьох місяців навчався в Лео Деліба, а відтак у Жуля Массне, Теодора Дюбуа (гармонія) та Сезара Франка (орган). Під час навчання іноді приїздив на рідну Кефаллінію і там диригував, навіть заснував хор (1889), а закінчивши навчання, зв’язав свою долю з французькою мандрівною оперою. Був і диригентом, і скрипалем, і піаністом; гастролював; працював оперним диригентом в Турині та Венеції. 1890 року в Неаполі було виставлено його першу оперу «Elda di Vorn», ще італійську, написану приблизно 1886 року. Тоді ж написав він і ще дві італійські опери, «Galatea» («Галатея», близько 1887) та «La vita è un sogno» («Життя — це сон», 1891, за знаменитою п’єсою Кальдерона). Ці його твори не збереглися, крім (частково) опери «Життя — це сон»: її останній акт композитор переробив на одноактну оперу «Чаклунка» («Μάγισσα»), яку було поставлено в Афінах 8 жовтня 1901, а 1939 було виконано сюїту з музики опери «Життя — це сон».
Нарешті Лавранґас повернувся до Греції (1894), оселився в Афінах і очолив Філармонічне товариство. 1896 року на урочистостях I Олімпійських ігор було виконано його великий твір для солістів, хору і оркестру «П’ятиборство» («Πένταθλον»). Потім, разом із диригентом Лудовікосом Спінеллісом він заснував мандрівну оперну трупу (Ελληνικό Μελόδραμα), яка розпочала діяльність 1900 року виставою Пуччінієвої «Богеми». З 1899 по 1935 рік він самовіддано працював у цій трупі, виконуючи функції інтенданта, диригента, режисера; за цей час було поставлено 13 грецьких та 38 італійських та інших закордонних опер. Трупа співала і в Афінах, і в провінційній Греції, і за кордоном (Стамбул, Одеса, міста Румунії, Смірна, Александрія, Каїр тощо). Праця Лавранґаса з цим колективом дуже сприяла становленню національної опери в Греції.
Лавранґас був серед перших грецьких композиторів, які всерйоз звернулися до чисто інструментальної музики: принаймні його Перша оркестрова сюїта була опублікована ще перед 1904 роком (Друга — 1923). Для оркестру написано також його «Релігійні враження» (1920) та Східна (або Грецька) увертюра, Наваррська хота тощо. Він широко використовував грецький народний мелос у своїх творах, але їхня яскрава інструментовка, яка дещо компенсувала нескладність гармонії та розробки, була переважно запозиченням у таких французьких майстрів, як Бізе та Деліб. Композитор добре засвоїв (і під час навчання, і під час юнацьких мандрів-гастролей) прийоми не тільки французької, але й італійської оперної музики, так у мелодичному аспекті, як і в чисто драматургічному: вплив Пуччіні дослідники спостерігають у сцені самоспалення в його найкращій опері «Дидона» («Διδώ», 1909), а його пізня комедія «Факанапас» («Φακανάπας», 1935, виставлена посмертно 1950) позначена россініївськими рисами.
Він також віддав належне жанру оперети і є автором музики до першого грецького звукового фільму «Ο αγαπητικός τής βοσκόπουλας» («Коханець чередничики», прем’єра в Афінах 25 січня 1932).
Як музичний педагог Лавранґас викладав у Афінській консерваторії (фортепіано, гармонію та хоровий спів) та у Пірейській (1905–1910); очолював у Еллінській консерваторії оперну студію (1919–1924), а в Національній консерваторії викладав сольфеджіо та читання з аркуша (1926–1934). Він опублікував підручник з гармонії (1903), посібник із читання партитур (1912) та довідник з музичного мистецтва (1937); приблизно від 1900 року завідував музичним відділом видавництва «Фексіс», дописував до періодичних видань (музична критика), а також є автором вже згадуваних мемуарів («Τ’απομνημονεύματα μου», 1937 або 1940); загалом же ставився до своїх писань та рукописів недбало, залишав їх абиде, й багато з них загубилося, а деякі, мабуть, загинули під час землетрусу на Іонічних островах 1953 року (див: Категорія:Землетруси 1953 року).
Лавранґаса вважають за одного зі створювачів сучасного грецького музичного стилю (особливо відзначається його роль у становленні національної опери; в області власне композиції він дещо поступається Каломірісу). Багатолітня виконавча, творча, адміністративна та педагогічна діяльність Лавранґаса дуже допомогла розвиткові грецького музичного мистецтва, створенню вітчизняного репертуару, підготовці музичних кадрів і взагалі виникненню щільної атмосфери музичного життя в країні. Він був нагороджений Золотим хрестом ордена Георга I (див. el:Τάγμα του Γεωργίου Α') та Національною премією в галузі мистецтв і літератури (1919), але помер самотнім та забутим.

## Інші твори
- Два брати (Δύο αδέλφια), опера (Афіни, прем’єра 22 липня 1900).
- Чорний метелик (Μαύρη πεταλούδα), опера (Афіни, 1928).
- Казка (Ένα παραμύθι), комічна опера (1930).
- Рятівник (Λυτρωτής), опера (Керкіра, 1935).
- Ніч у Севільї, балет (1933).
- Персефона, балет (1936).
- Біла волосина (Άσπρη τρίχα), оперета (Афіни, 1915).
- Подвійний вогонь (Διπλή φωτιά), оперета (Афіни, 1918).
- Sporting club, оперета (грецька, але з англійською назвою; Афіни, 1919).
- Σατωρέ (навспак прочитане слово έρωτας, кохання), оперета (Афіни, 1927).
- Співачка казино (Τραγουδιστής του καζίνου), оперета (Афіни, прем’єра 7 липня 1934).
- Урочиста меса (для хору і оркестру; 1931).
- Візантійська меса (для хору a capella; 1938).

Також фортепіанні, скрипкові та інші інструментальні і ансамблеві твори, хори, пісні тощо.